# 恩曲他滨/替诺福韦
恩曲他濱/替諾福韋（INN：emtricitabine/tenofovir）商品名舒發泰（Truvada），是一種固定劑量複方抗反轉錄病毒藥物，用於管理與控制，以及預防愛滋病。它包含有兩種抗反轉錄病毒藥物 - 恩曲他濱和替諾福韋二吡呋酯。進行治療HIV-1（HIV亞型）時，必須與其他抗愛滋病毒藥物合併使用。對於高危險群體，建議進行暴露前預防性投藥（PrEP），並採安全性行為。此藥物能夠管理及控制愛滋病，但不能將其治癒。此藥物採口服方式給藥。
使用後常見的副作用有頭痛、疲倦、睡眠困難、腹痛、體重減輕和皮疹。嚴重的副作用有乳酸性酸中毒和肝腫大。個體在懷孕期間使用似乎不會傷害胎兒，但尚未對此有充分研究。
恩曲他濱/替諾福韋於2004年被美國食品藥物管理局（FDA）批准用於醫療用途。它已被納入世界衛生組織基本藥物標準清單之中。於2020年，此藥物於美國最常使用處方藥中排名第278位，開立的處方箋數量超過100萬張。
Truvada的通用名藥物已獲得FDA批准。然而這並不代表該產品一定會上市販售，原因可能是與吉利德科學公司相關的藥物專利和/或藥品獨佔權問題。但已有一系列與Truvada療效相同的藥物業經FDA批准上市。

## 醫療用途
恩曲他濱/替諾福韋用於管理與控制，以及預防愛滋病。美國國家衛生院 (NIH) 建議對所有愛滋病患者進行抗反轉錄病毒治療 (ART)。

### 預防
美國疾病管制與預防中心 (CDC) 建議使用恩曲他濱/替諾福韋對未感染HIV-1（陰性），但可能有感染風險的個體進行暴露前預防性投藥（PrEP） 。考科藍合作組織發表的系統綜述顯示單獨使用替諾福韋，或是替諾福韋與恩曲他濱合併使用可將感染愛滋病的相對風險降低51%。 於《美國醫學會雜誌》上發表的系統綜述指出類似的相對風險平均降低幅度為54%，且會隨治療配合度提高，更大降低風險程度。此藥物於2012年在美國被批准用作愛滋病PrEP用途。
CDC建議以下高風險族群應考慮採取PrEP：
- 與愛滋病毒陽性伴侶維持持續性關係的個人
- 男同性戀或雙性戀的男性在過去六個月內曾進行未使用保險套的肛交或被診斷罹患性傳染病
- 與愛滋病感染狀況不明且有重大風險的伴侶發生性行為時，不經常使用保險套的異性戀男性或女性
- 過去六個月內曾共用器械注射藥物
- 異性感染（英语：serodiscordant）的異性戀和同性戀伴侶，其中一名伴侶愛滋病毒陽性，另一名呈愛滋病毒陰性

使用恩曲他濱/替諾福韋作為預防策略須事前與健康專業人員討論，他們可幫助患者了解益處和風險。建議患者與醫療衛生提供者討論任何骨骼、腎臟方面的問題，或是B型肝炎感染史。PrEP對於預防感染是否有效，由個人服藥的持續性決定。
恩曲他濱/替諾福韋也用於愛滋病毒暴露後預防（PEP）。在發生高危險性行為後，若及時服用恩曲韋/替諾福韋，可在72小時內有效降低感染風險。然而為達到最佳預防效果，建議持續服用30天。
使用恩曲韋/替諾福韋作PrEP用途對已感染HIV-1病毒的個體無效。

### 管理與控制
恩曲他濱/替諾福韋已在美國被批准作為治療HIV-1病毒的抗反轉錄病毒聯合療法中的要素之一。此聯合療法被用作未接受任何HIV感染治療成人患者的選項之一。

### B型肝炎
恩曲他濱和替諾福韋兩者均適於治療B型肝炎，另外的好處是藥物也會將合併感染者的愛滋病毒作為治療標靶。恩曲他濱/替諾福韋也可考慮用於治療某些具抗藥性的B型肝炎感染。

### 懷孕與哺乳
美國醫界建議所有感染愛滋病毒的孕婦在懷孕初期儘早開始抗反轉錄病毒治療（ART），以降低傳播風險。 採行ART，一般不會增加胎兒出生缺陷的風險，但使用藥物多替拉韋因有潛在神經管缺陷風險，因此在懷孕前三個月期間不建議使用此藥物。
恩曲他濱/替諾福韋會分泌進入母乳，由於會有微小愛滋病毒母嬰傳播的風險，一般在已開發國家會建議感染愛滋病毒的母親不進行母乳哺育。此舉在開發中國家可能難以施行，世界衛生組織（WHO）建議改用三聯藥物治療方案 - 替諾福韋、依非韋倫，再加上拉米夫定或是恩曲他濱來應對。

## 副作用
人體通常對恩曲他濱/替諾福韋有良好的耐受性。此藥物會產生的一些副作用有：
- 罕見：乳酸性酸中毒、肝功能障礙、B型肝炎感染惡化
- 常見：頭痛、腹痛、體重減輕、噁心、腹瀉和骨質密度下降

在接受抗病毒治療患者中可觀察到脂肪重新分佈和積累（脂肪營養不良症候群），包括臉部、四肢和臀部的脂肪減少以及腹部內臟脂肪的增加，及在上背部堆積。作PrEP用途時，可能不會出現這種效應。一些服用抗逆轉錄病毒藥物的人可能會出現體重變化。

## 與其他藥物交互作用
| 藥物間交互作用    | 藥物間交互作用                                                                                             | 共同給藥 |
| ----------------- | --- | --- |
| 替諾福韋          | 地達諾新                                                                                                   | - 可能增加地達諾新濃度及其毒性 (導致如胰腺炎, 周邊神經病變)。 - 如患者出現與地達諾新相關的不良反應，應立即停用。 - 對體重超過60公斤的患者，地達諾新的劑量應減至250毫克。目前對低於60公斤的患者沒建議調整劑量的資料。 |
| 替諾福韋          | 阿扎那韋                                                                                                   | - 可能會降低阿扎那韋濃度，並增加替諾福韋的。 - 阿扎那韋只能與恩曲他濱 /替諾福韋加上利托那韋一起服用。 - 檢測替諾福韋的毒性。                                                                                         |
| 替諾福韋          | 洛匹那韋/利托那韋、阿扎那韋加上利托那韋一起服用，或達蘆那韋加上利托那韋一起服用                            | - 可能會增加替諾福韋濃度。 |
| 替諾福韋          | 雷迪帕韋/索磷布韋                                                                                          | - 可能會增加替諾福韋濃度。 - 考慮使用C型肝炎抗病毒或是抗反轉錄病毒的替代性藥物治療。 - 檢測替諾福韋的毒性。 |
| 恩曲他濱/替諾福韋 | P-糖蛋白和乳癌抗性蛋白抑制劑。                                                                             | - 可能會增加恩曲他濱/替諾福韋的吸收 |
| 恩曲他濱/替諾福韋 | 可能降低腎臟功能的藥物，如阿昔洛韋、阿德福韋、西多福韋、更昔洛韋、伐昔洛韋、纈更昔洛韋和氨基糖苷類抗生素等 | - 可能會增加恩曲他濱和/或替諾福韋的濃度。 |
| 恩曲他濱/替諾福韋 | 高劑量或多重非類固醇抗發炎藥                                                                               | - 可能會增加急性腎損傷的風險。 |
| 恩曲他濱/替諾福韋 | 奧利司他（減肥藥物）                                                                                       | - 可能會抑制恩曲他濱/替諾福韋的吸收，導致病毒控制能力喪失。 - 在病人服用奧利司他期間，應經常監測愛滋病毒載量。 - 如果愛滋病毒載量增加，應立即停用奧利司他。                                                          |

其他共用時會發生不良反應的藥物包括達比加群、拉米夫定和長春新鹼。達比加群酯與P-糖蛋白誘導劑聯合使用時，需要監測達對達比加群濃度降低以及由此產生的影響。拉米夫定可能會增加恩曲韋的副作用或毒性作用。長春新鹼與與能激活ABCB1基因並增加P-糖蛋白水平的藥物誘導劑聯合使用會降低長春新鹼的血清濃度。

## 社會與文化
此複方藥物的專利由吉利德科學公司在部分地區擁有。歐洲專利EP0915894B1於2018年7月到期，吉利德科學公司希望將專利延長，然而"四個競爭對手藥廠 - 梯瓦、雅高醫療（Accord Healthcare，英國公司）、樂賓製藥（印度公司）和邁蘭 - 試圖在英國法院推翻該專利"，英格蘭和威爾斯高等法院宣布吉利德的專利無效，但該公司提出上訴，英國將案件提交歐洲法院，歐洲法院拒絕延長該專利。愛爾蘭法院駁回一項禁止在案件解決之前阻止恩曲他濱/替諾福韋通用名藥物上市的禁令請求。
Truvada的通用名藥物已獲得FDA的批准，然而這並不代表該產品一定會上市販售，原因可能是與吉利德科學公司相關的藥物專利和/或藥品獨佔權問題。但已有一系列與Truvada療效相同的藥物業經FDA批准上市。但整個歐洲在PrEP藥物的可用性和使用仍面臨廣泛的挑戰。
吉利德科學公司於2019年對美國政府在2015年之後擁有用於HIVPrEP(HIV病毒曝露前預防)和暴露後預防（PEP）的藥物组合相關專利提出無效之訴，於德拉瓦的陪審團給予吉利德科學公司有利裁決，認為美國政府的專利無效。美國拜登總統於2024年7月指示對此裁决提出上訴。
由於美國預防服務工作小組建議給予PrEP A級的評分，要求根據《患者保護與平價醫療法案》在所有未具祖父條款性質的私人健康計畫於承保PrEP時，無需分攤費用。美國大多數醫療保健計劃均須承保PrEP，無需支付任何共付額或其他費用分攤。
英國衛生及社會關懷部於2020年決定在英格蘭全境提供PrEP，該藥物現已廣泛提供給所有當地高危人群。 而威爾斯、蘇格蘭和北愛爾蘭分别於2017年和2018年已實行此措施。  